# Campeonato Sub-20 da OFC de 2014
O Campeonato Sub-20 da OFC de 2014 foi a 12.ª edição da competição organizada pela Confederação de Futebol da Oceania (OFC) para jogadores com até 20 anos de idade. O evento foi realizado no Fiji de 23 de maio-31 de maio.

## Participantes
- Fiji (país sede)
- Ilhas Salomão
- Nova Caledônia
- Papua-Nova Guiné
- Samoa Americana
- Vanuatu

## Árbitros
Árbitros
- VAN Robinson Banga
- VAN Bruce George
- FIJ Ravinesh Behairi
- TAH Averii Jacques
- PNG Albert Maru
- SOL Nelson Sogo
- SOL George Time

Árbitros assistentes
- PNG Roger Adams
- TAH Paul Ahupu
- VAN Jeremy Garae
- TGA Folio Moeaki
- TGA Sione Teu
- FIJ Avinesh Narayan
- SOL Johnny Erick Niabo
- COK Terry Piri

## Sedes
| \| Suva \| \| ------------------------ \| \| Estádio Nacional de Fiji \| \| Capacidade:30,000 \| | SuvaCidade de Suva localizada no mapa. |
| Suva                                                                                             |                                        |
| Estádio Nacional de Fiji                                                                         |                                        |
| Capacidade:30,000                                                                                |                                        |

## Resultados
|  | Equipe campeão |

Todas as partidas seguem o fuso horário do Fiji (UTC+12)

### Grupo A
| Seleção          | P  | J | V | E | D | GP | GC | SG  |
| ---------------- | -- | - | - | - | - | -- | -- | --- |
| Fiji             | 13 | 5 | 4 | 1 | 0 | 13 | 3  | +10 |
| Vanuatu          | 11 | 5 | 3 | 2 | 0 | 11 | 4  | +7  |
| Nova Caledônia   | 9  | 5 | 3 | 0 | 2 | 17 | 5  | +12 |
| Ilhas Salomão    | 4  | 5 | 1 | 1 | 2 | 7  | 7  | 0   |
| Papua-Nova Guiné | 4  | 5 | 1 | 1 | 2 | 6  | 13 | -7  |
| Samoa Americana  | 1  | 5 | 0 | 1 | 4 | 1  | 23 | -22 |

### Primeira rodada
| 23 de maio | Samoa Americana | 0 – 4     | Fiji                                                | Estádio Nacional de Fiji, Suva |
| 14:30      |                 | Relatório | Waqa 15' · Dreloa 24' · Tuivuna 30' · Nabenia 45+3' | Árbitro: PNG Albert Maru       |

| 23 de maio | Vanuatu  | 1 – 0     | Nova Caledônia | Estádio Nacional de Fiji, Suva |
| 17:00      | Koka 66' | Relatório |                | Árbitro: SOL Nelson Sogo       |

| 23 de maio | Ilhas Salomão | 0 – 2     | Papua-Nova Guiné    | Estádio Nacional de Fiji, Suva |
| 19:30      |               | Relatório | Yagas 10' · Bob 51' | Árbitro: FIJ Ravinesh Behari   |

### Segunda rodada
| 25 de maio | Ilhas Salomão | 0 – 0     | Vanuatu | Estádio Nacional de Fiji, Suva |
| 14:30      |               | Relatório |         | Árbitro: TAH Averii Jacques    |

| 25 de maio | Papua-Nova Guiné | 1 – 1     | Samoa Americana | Estádio Nacional de Fiji, Suva |
| 17:00      | Simongi 58'      | Relatório | Tua 45+3'       | Árbitro: SOL George Time       |

| 25 de maio | Fiji                           | 2 – 0     | Nova Caledônia | Estádio Nacional de Fiji, Suva |
| 19:30      | Nabenia 47' · Tuivuna 65 pen.' | Relatório |                | Árbitro: VAN Robinson Banga    |

### Terceira rodada
| 27 de maio | Fiji                            | 3 - 0     | Papua-Nova Guiné | Estádio Nacional de Fiji, Suva |
| 14:30      | Sahib 43' · Toma 55' · Waqa 76' | Relatório |                  | Árbitro: VAN Bruce George      |

| 27 de maio | Nova Caledônia                          | 3 – 1     | Ilhas Salomão | Estádio Nacional de Fiji, Suva |
| 17:00      | Oiremon 12' · Athale 81' · Nyikeine 89' | Relatório | Kaua 66'      | Árbitro: PNG Albert Maru       |

| 27 de maio | Samoa Americana | 0 – 4     | Vanuatu                                 | Estádio Nacional de Fiji, Suva |
| 19:30      |                 | Relatório | Kalo 15' · Saniel 41' · Kalsong 56' 67' | Árbitro: FIJ Ravinesh Behairi  |

### Quarta rodada
| 29 de maio | Ilhas Salomão                                    | 5 – 0     | Samoa Americana | Estádio Nacional de Fiji, Suva |
| 14:30      | Bakale 22' · Kaua 35' 47' 77' · Rangosulia 90+1' | Relatório |                 | Árbitro: VAN Bruce George      |

| 29 de maio | Vanuatu              | 2 – 2     | Fiji                   | Estádio Nacional de Fiji, Suva |
| 17:00      | Kalo 22' · Iawak 57' | Relatório | Chand 25' · Dreloa 40' | Árbitro: TAH Averii Jacques    |

| 29 de maio | Papua-Nova Guiné | 1 – 5     | Nova Caledônia                                      | Estádio Nacional de Fiji, Suva |
| 19:30      | Awele 82'        | Relatório | Waru 7' 70' · Athale 41' · Nemia 53' · Nyikeine 77' | Árbitro: VAN Robinson Banga    |

### Quinta rodada
| 31 de maio | Nova Caledônia                                                                               | 9 – 0     | Samoa Americana | Estádio Nacional de Fiji, Suva  |
| 14:30      | Wathiepel 9' · Jalabert 23' · Athale 35' · Nykeine 38' 50' · Oiremoin 68' 74' 85' · Ouka 77' | Relatório |                 | Árbitro: SOLNelson Sogo {{{3}}} |

| 31 de maio | Papua-Nova Guiné          | 2 – 4     | Vanuatu                            | Estádio Nacional de Fiji, Suva |
| 17:00      | Donna 15 g.c' · Awele 62' | Relatório | Kalsong 42' 63' · Kaltak 89' 90+3' | Árbitro: SOL George Time       |

| 31 de maio | Fiji                  | 2 – 1     | Ilhas Salomão | Estádio Nacional de Fiji, Suva |
| 19:30      | Chand 25' · Naidu 26' | Relatório | Kaua 9'       | Árbitro: PNG Albert Maru       |

## Premiação
| Campeonato Sub-20 da OFC de 2016 |
| Fiji                             |
| -------------------------------- |
| Fiji Campeão (1.º título)        |

## Artilharia
5 gols
- Atkin Kaua

4 goals
- Valentin Nyikeine
- Raphael Oiremon
- Kersom Kalsong

3 goals
- Joseph Athale

2 gols
- Nickel Chand
- Jale Dreloa
- Samuela Nabenia
- Antonio Tuivuna
- Saula Waqa
- Marion Waru
- Papalau Awele
- Bong Kalo
- Tony Kaltak

1 gol
- Sinisa Tua
- Praneel Naidu
- Al-taaf Sahib
- Mataiasi Toma
- Theo Jalabert
- Frederic Nemia
- Jim Ouka
- Josue Wathiepel
- Maya Bob
- Frederick Simongi
- Ayrton Yagas
- Timothy Bakale
- Jared Rangosulia
- Kerry Iawak
- Justin Koka
- Alex Saniel

Gol contra
- Goshen Dona (gol a favor de Papua de Nova Guiné)